# Gonzales (Texas)
Gonzales è un centro abitato degli Stati Uniti d'America situato nella contea di Gonzales (di cui è capoluogo) dello Stato del Texas.
La popolazione era di 7.237 persone al censimento del 2010.

## Geografia fisica
Gonzales è situata a 29°30′32″N 97°26′52″W (29.508801, -97.447709).[10] Si trova vicino alla confluenza dei fiumi Guadalupe e San Marcos.
Secondo lo United States Census Bureau, ha un'area totale di 5,1 miglia quadrate (13 km²).

## Società

### Evoluzione demografica
Secondo il censimento del 2000, c'erano 7.202 persone, 2.571 nuclei familiari e 1.763 famiglie residenti nella città. La densità di popolazione era di 1.412,8 persone per miglio quadrato (545,2/km²). C'erano 2.869 unità abitative a una densità media di 562,8 per miglio quadrato (217,2/km²). La composizione etnica della città era formata dal 71,5% di bianchi, il 7,40% di afroamericani, l'1,00% di nativi americani, lo 0,40% di asiatici, il 21,15% di altre razze, e il 2,20% di due o più etnie. Ispanici o latinos di qualunque razza erano il 47,2% della popolazione.
C'erano 2.571 nuclei familiari di cui il 36,0% aveva figli di età inferiore ai 18 anni, il 47,0% erano coppie sposate conviventi, il 15,7% aveva un capofamiglia femmina senza marito, e il 31,4% erano non-famiglie. Il 28,2% di tutti i nuclei familiari erano individuali e il 16,5% aveva componenti con un'età di 65 anni o più che vivevano da soli. Il numero di componenti medio di un nucleo familiare era di 2,73 e quello di una famiglia era di 3,35.
La popolazione era composta dal 29,7% di persone sotto i 18 anni, il 9,6% di persone dai 18 ai 24 anni, il 24,9% di persone dai 25 ai 44 anni, il 18,7% di persone dai 45 ai 64 anni, e il 17,0% di persone di 65 anni o più. L'età media era di 34 anni. Per ogni 100 femmine c'erano 91,4 maschi. Per ogni 100 femmine dai 18 anni in giù, c'erano 86,5 maschi.
Il reddito medio di un nucleo familiare era di 27.226 dollari, e quello di una famiglia era di 34.663 dollari. I maschi avevano un reddito medio di 22.804 dollari contro i 18.217 dollari delle femmine. Il reddito pro capite era di 12.866 dollari. Circa il 14,8% delle famiglie e il 20,9% della popolazione erano sotto la soglia di povertà, incluso il 25,5% di persone sotto i 18 anni e il 23,0% di persone di 65 anni o più.

## Galleria d'immagini

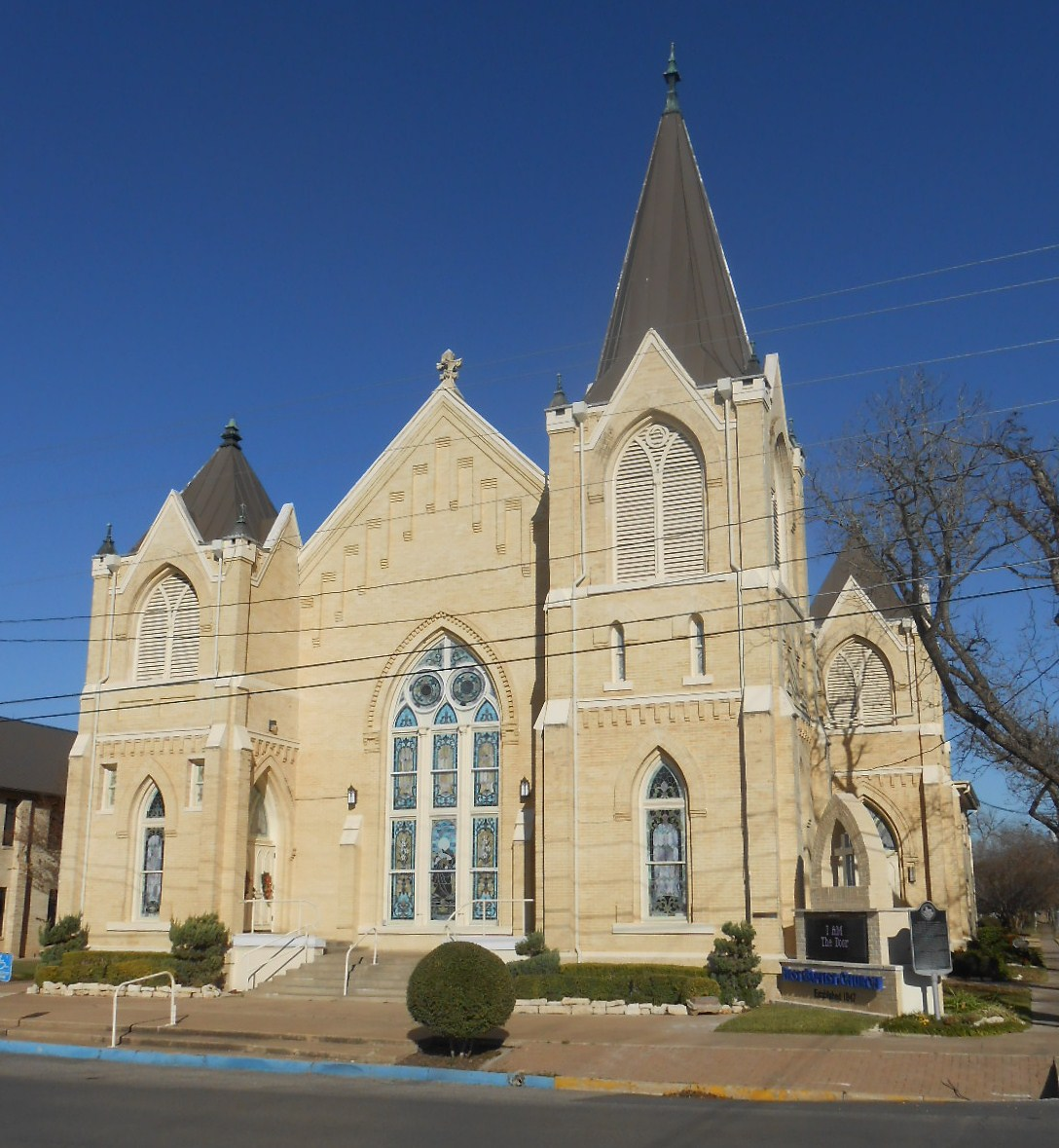
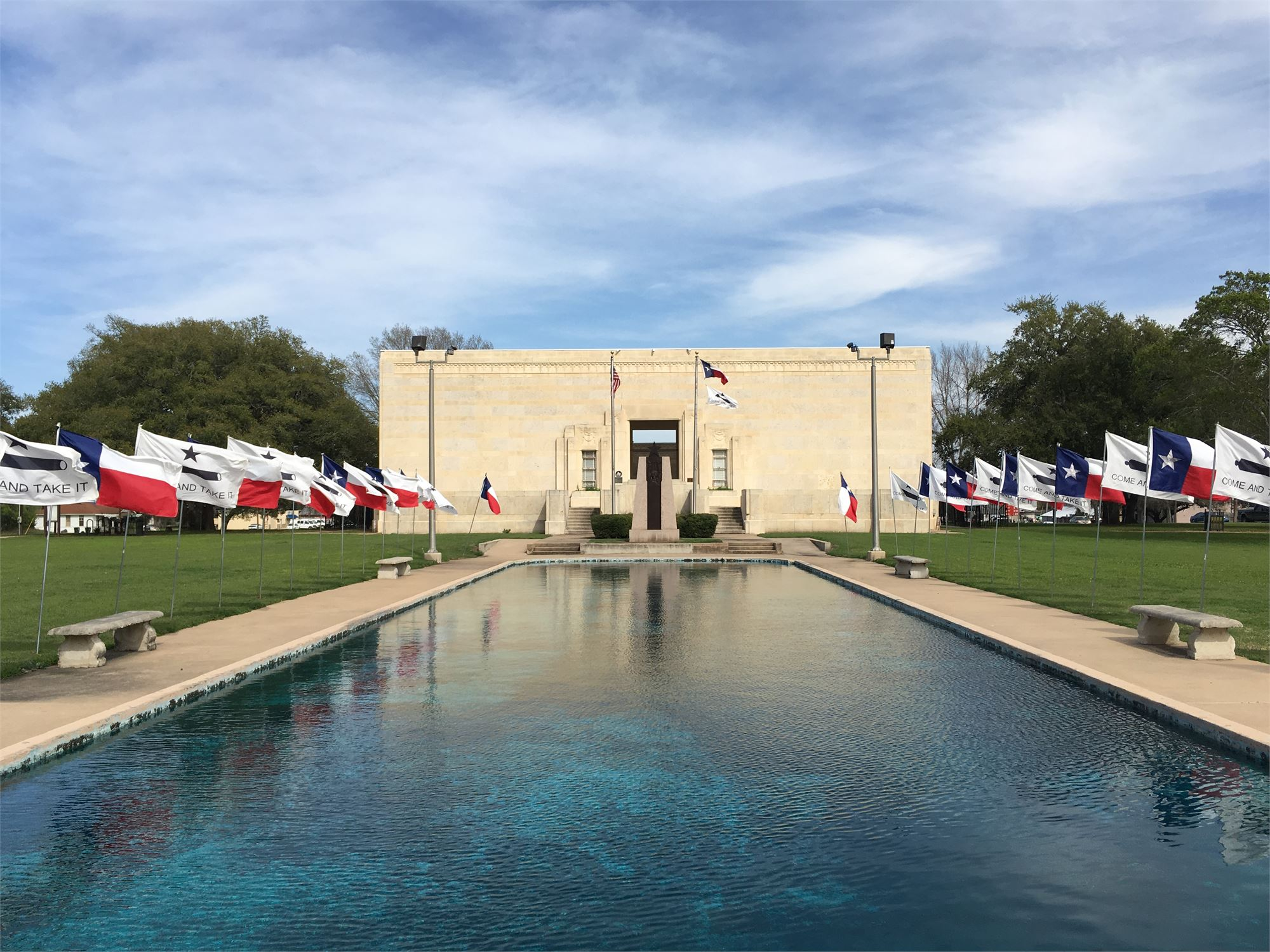
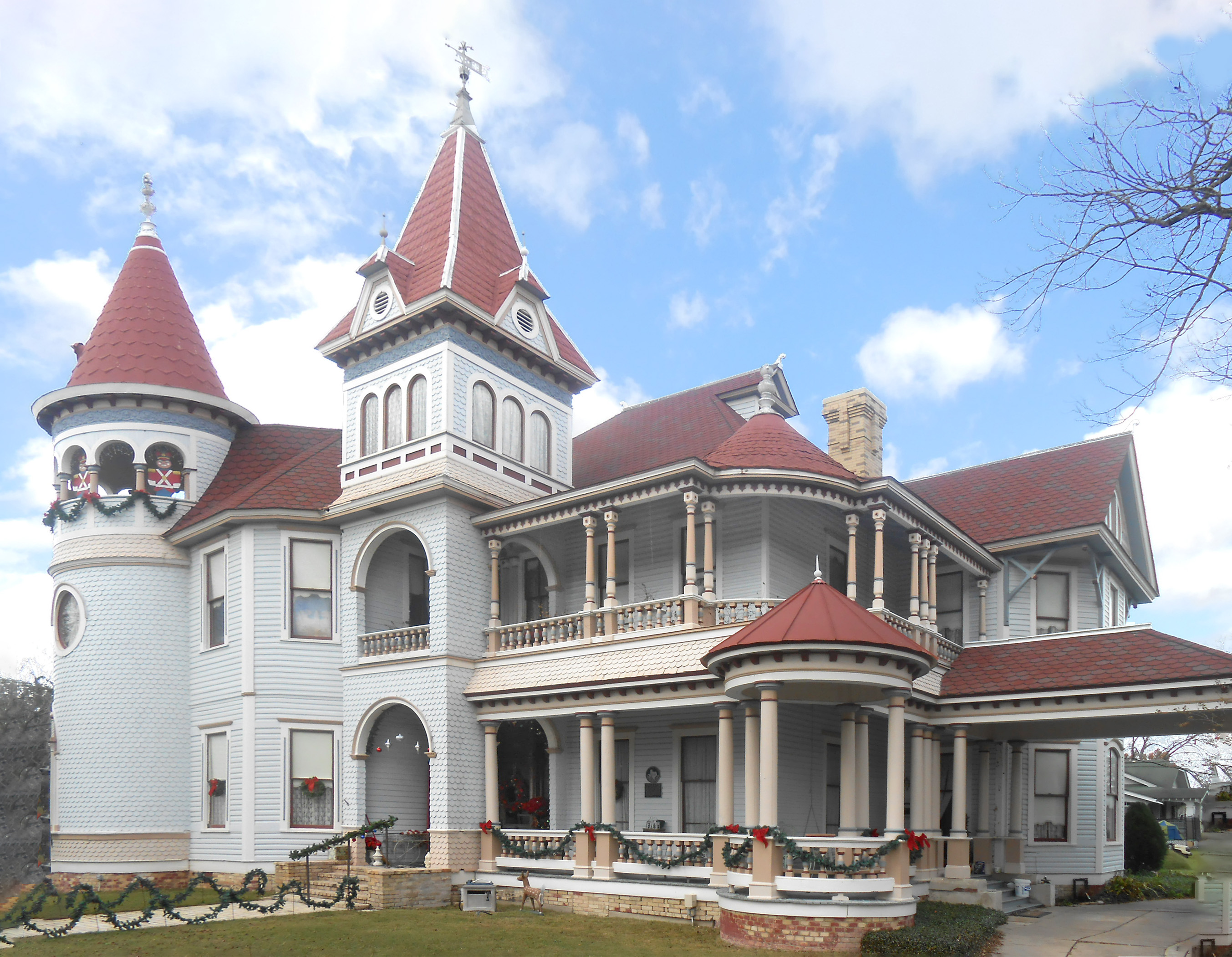
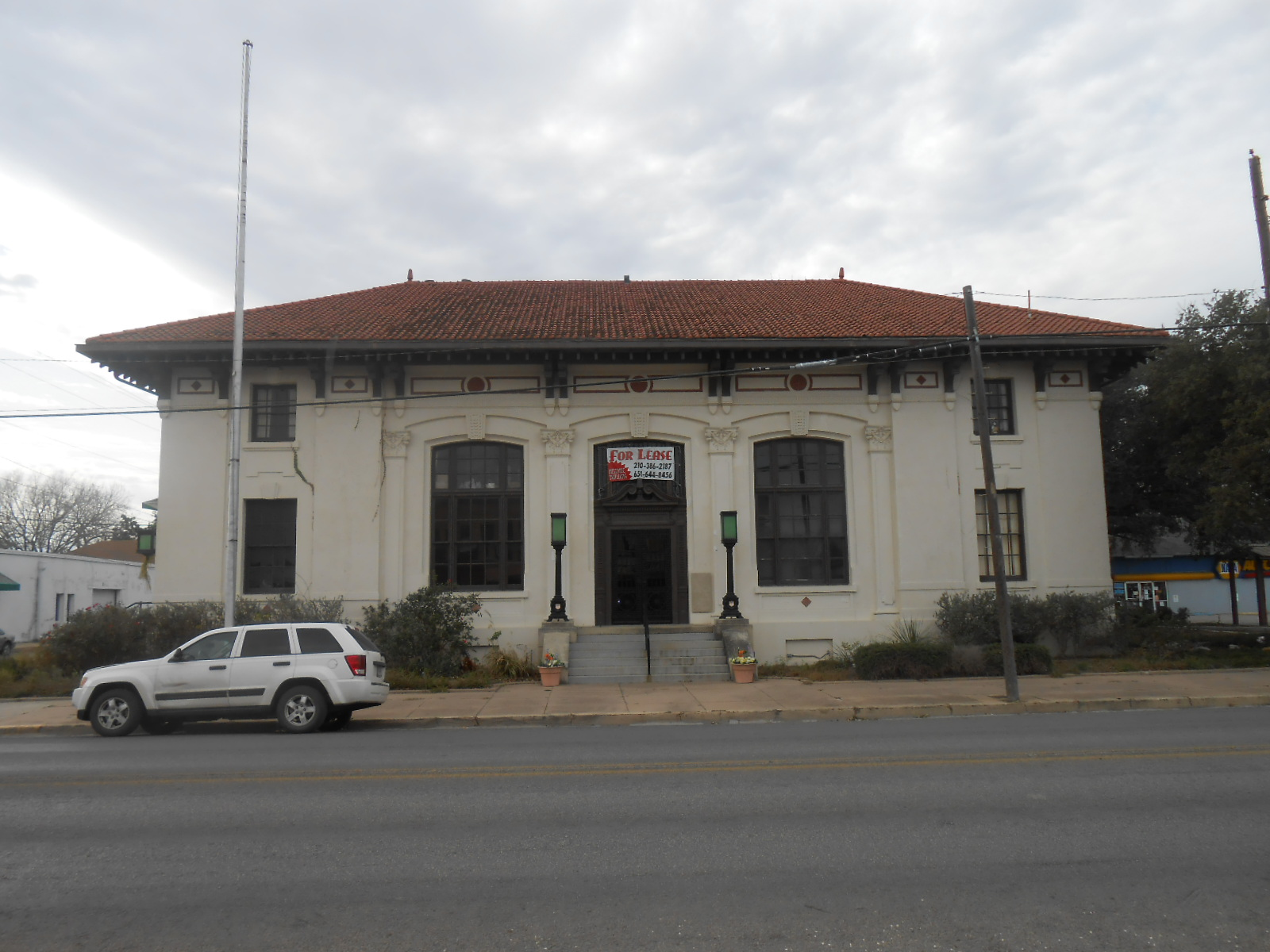
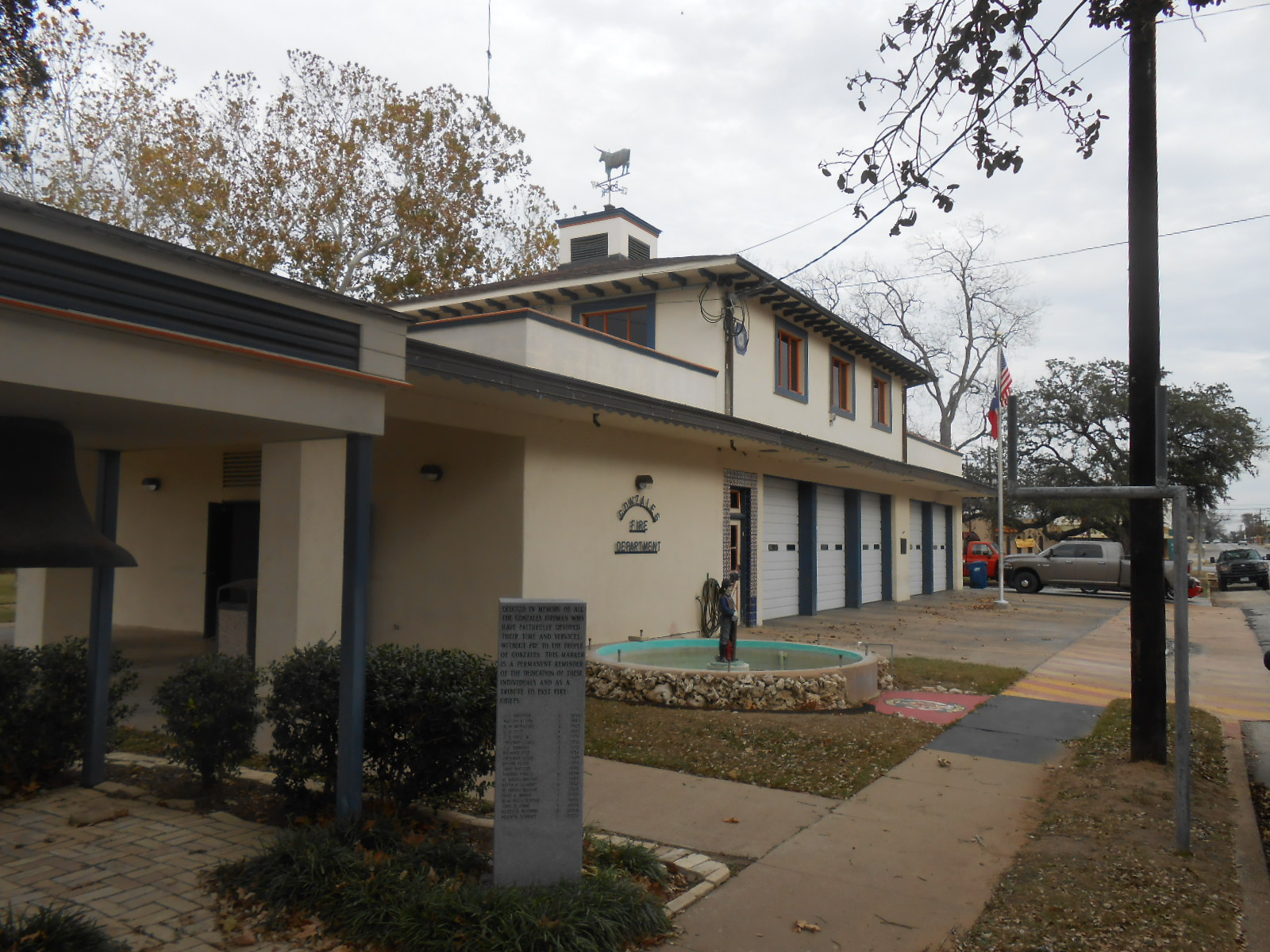
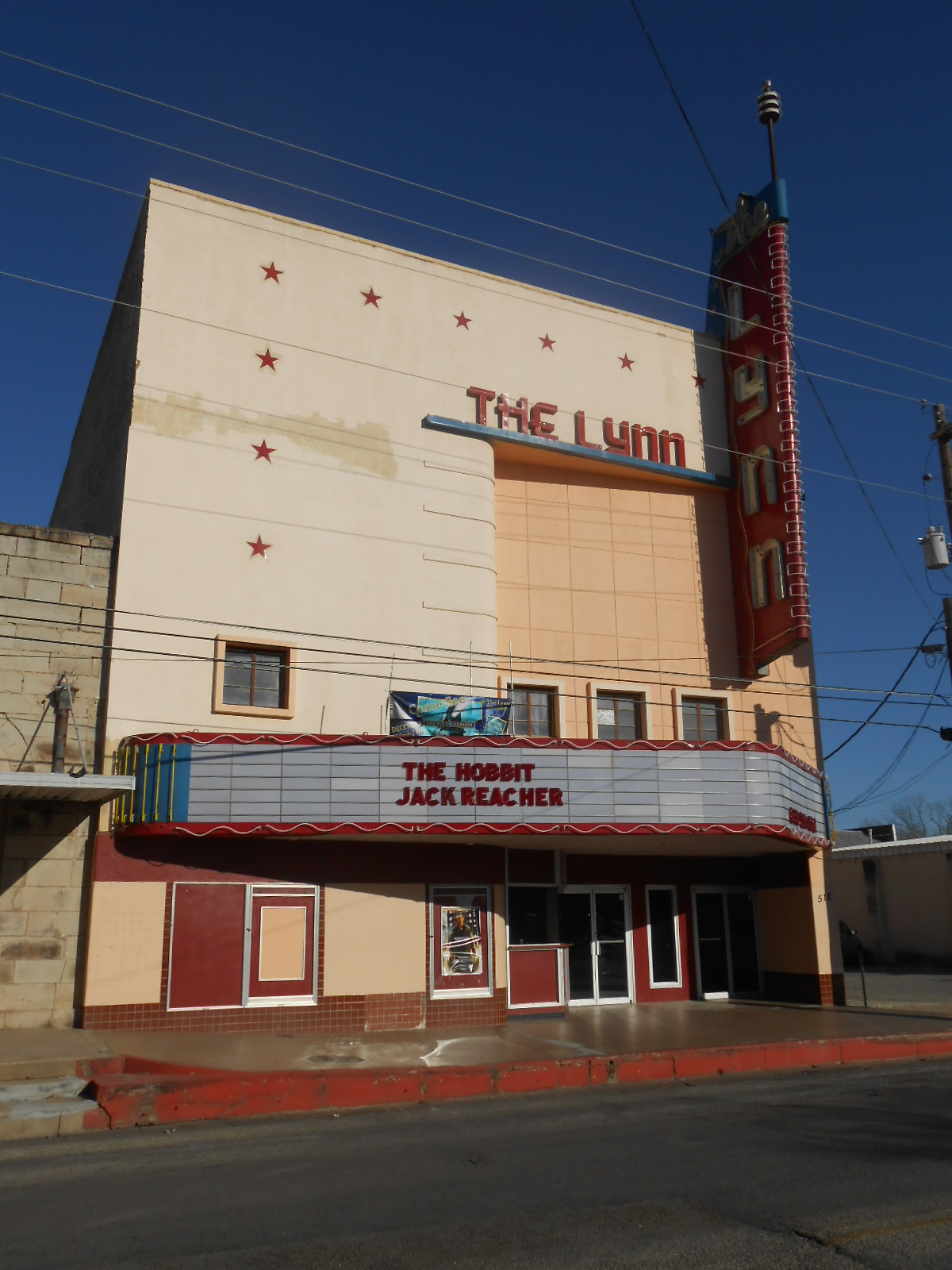
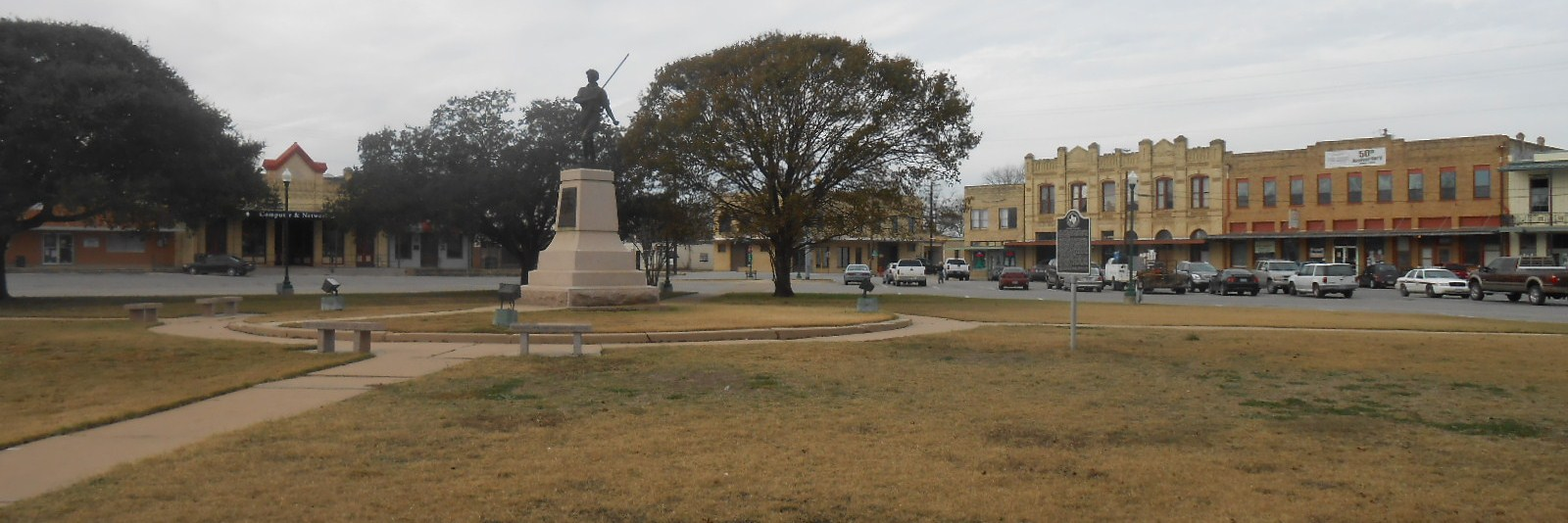
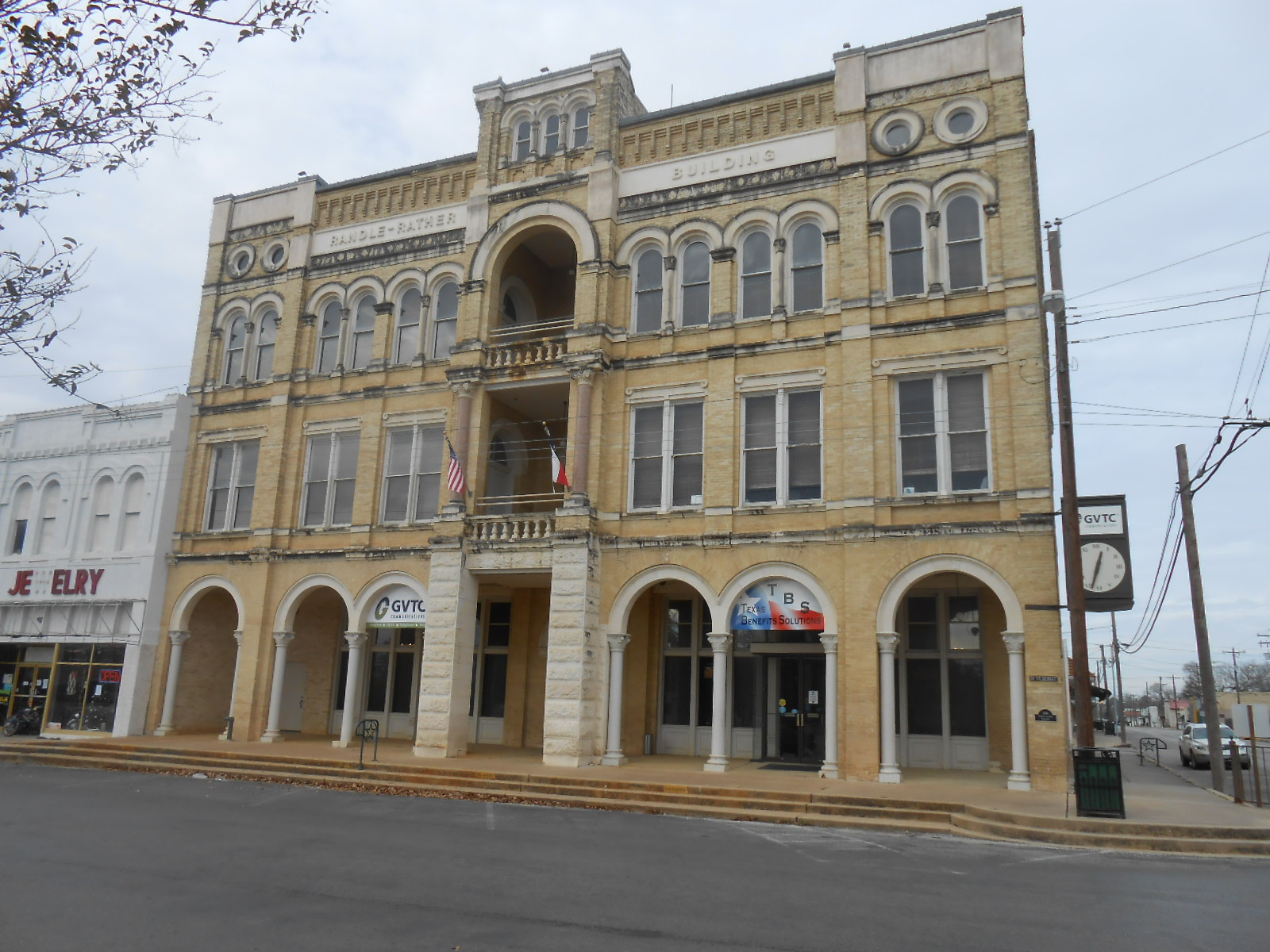
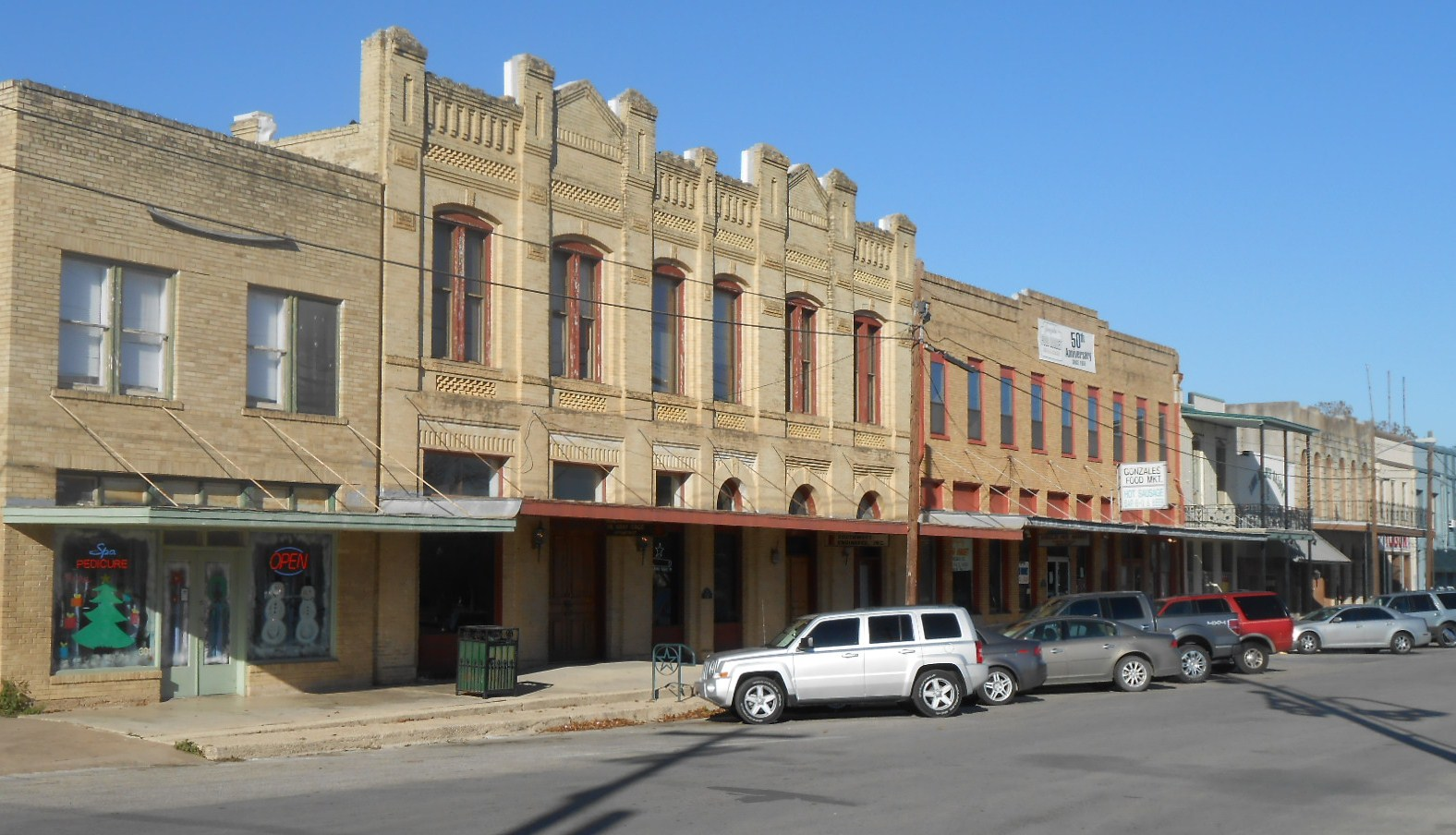
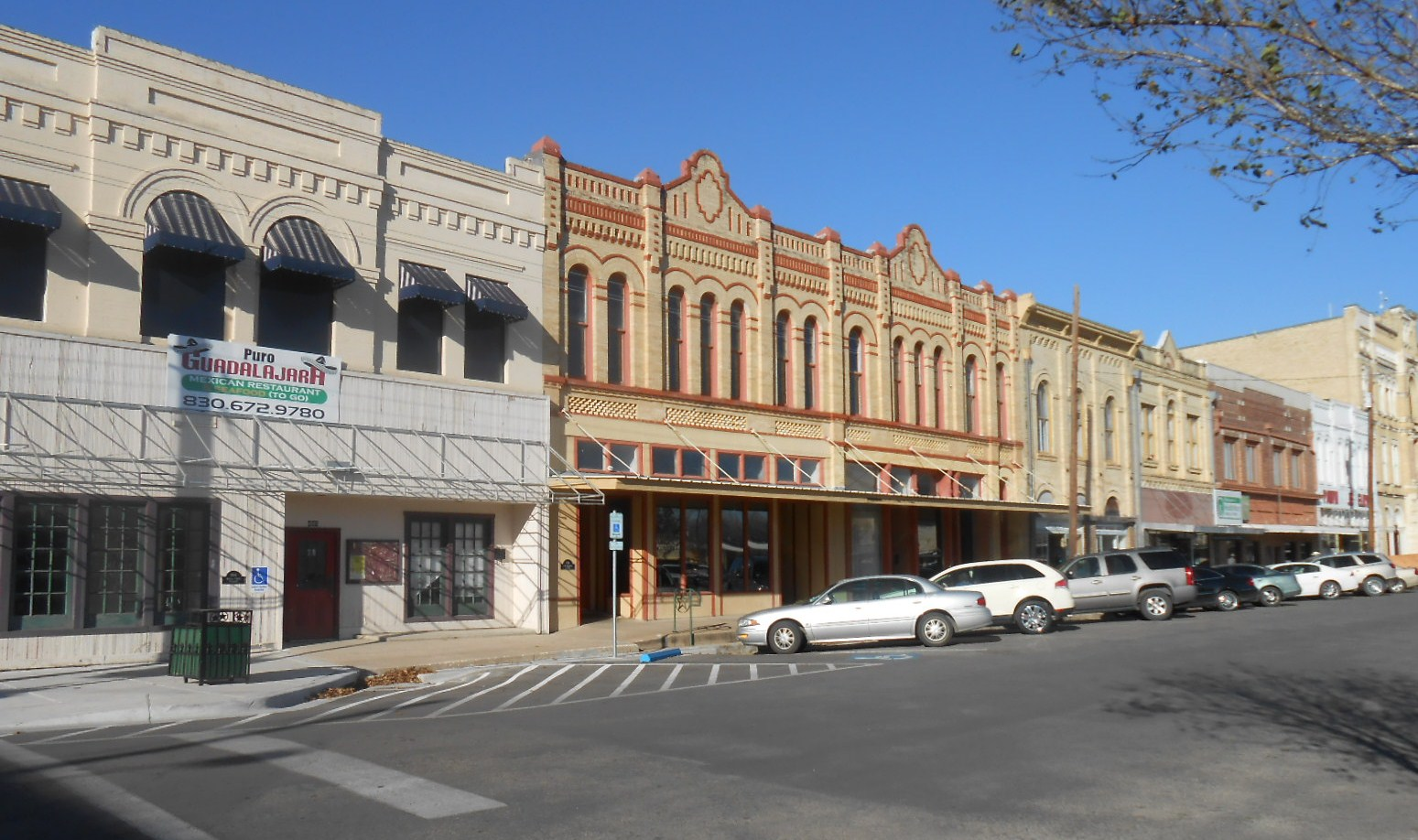
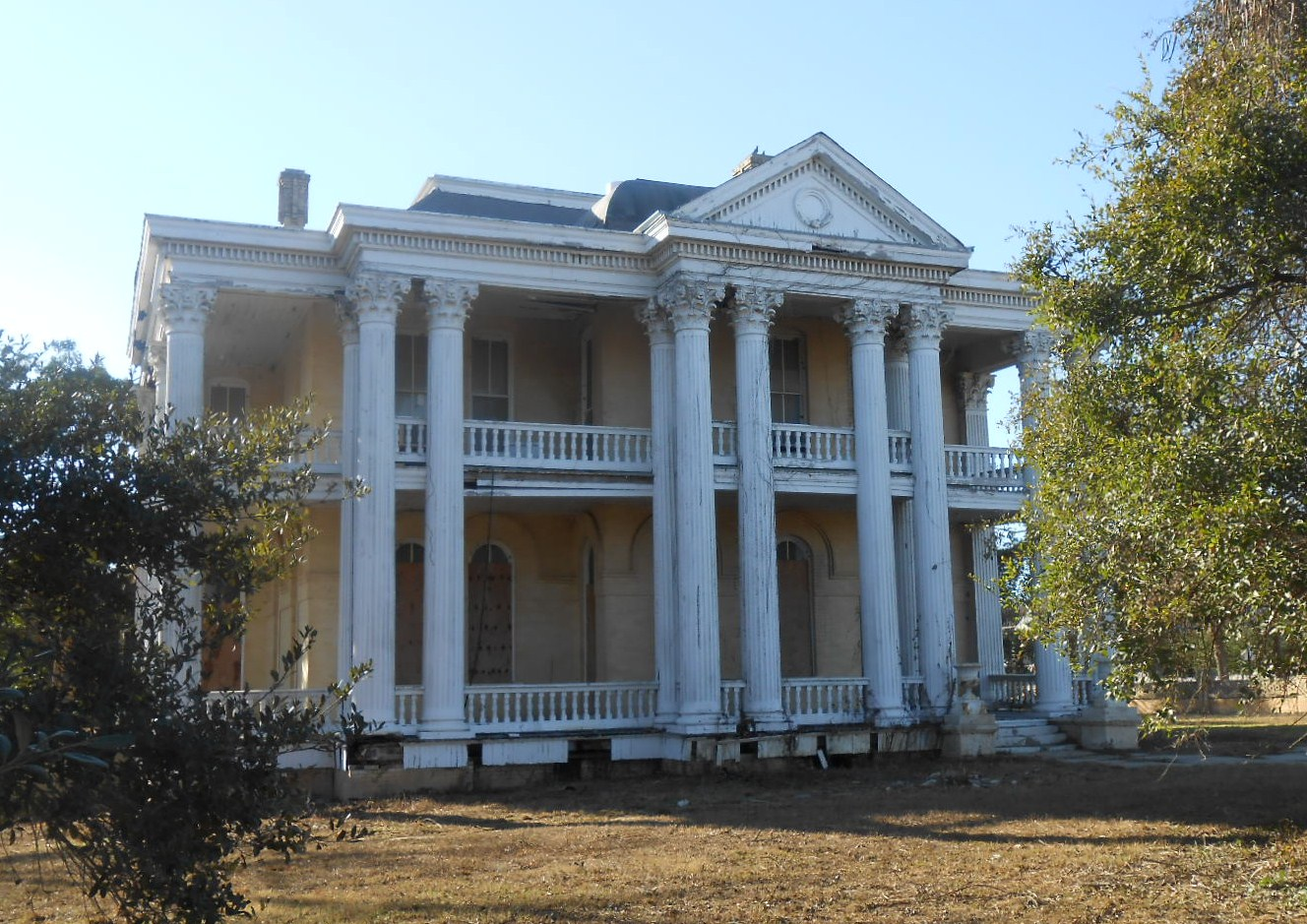
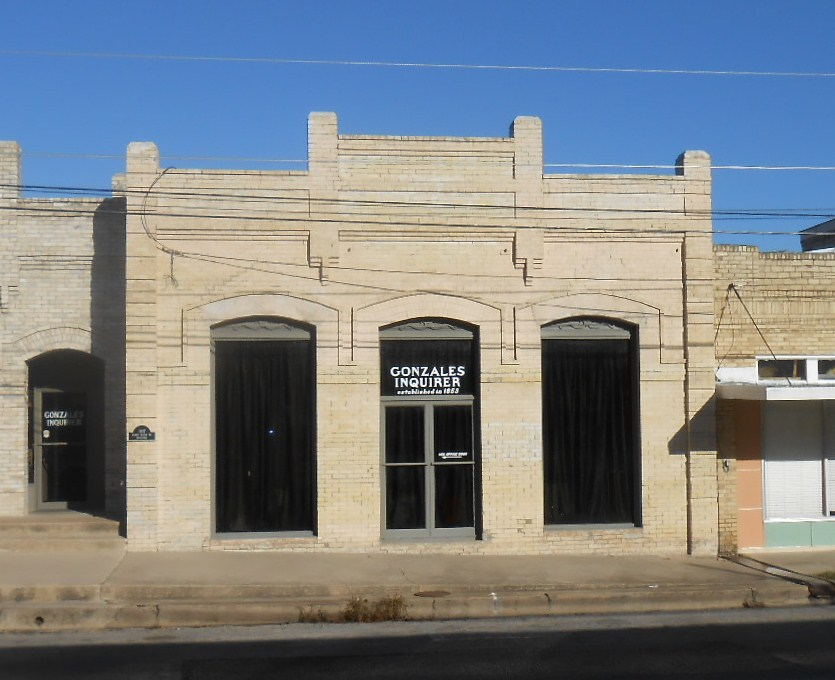
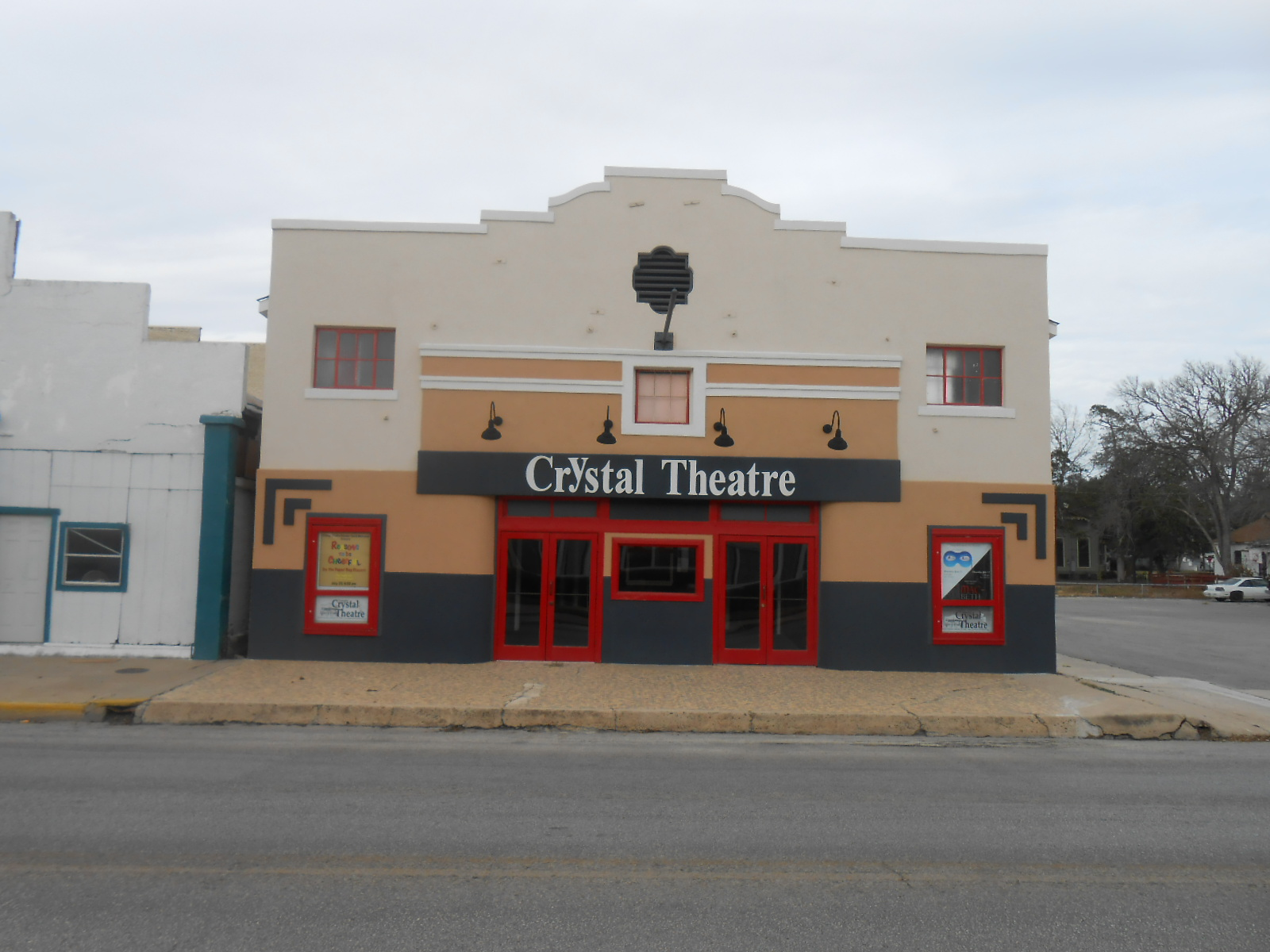
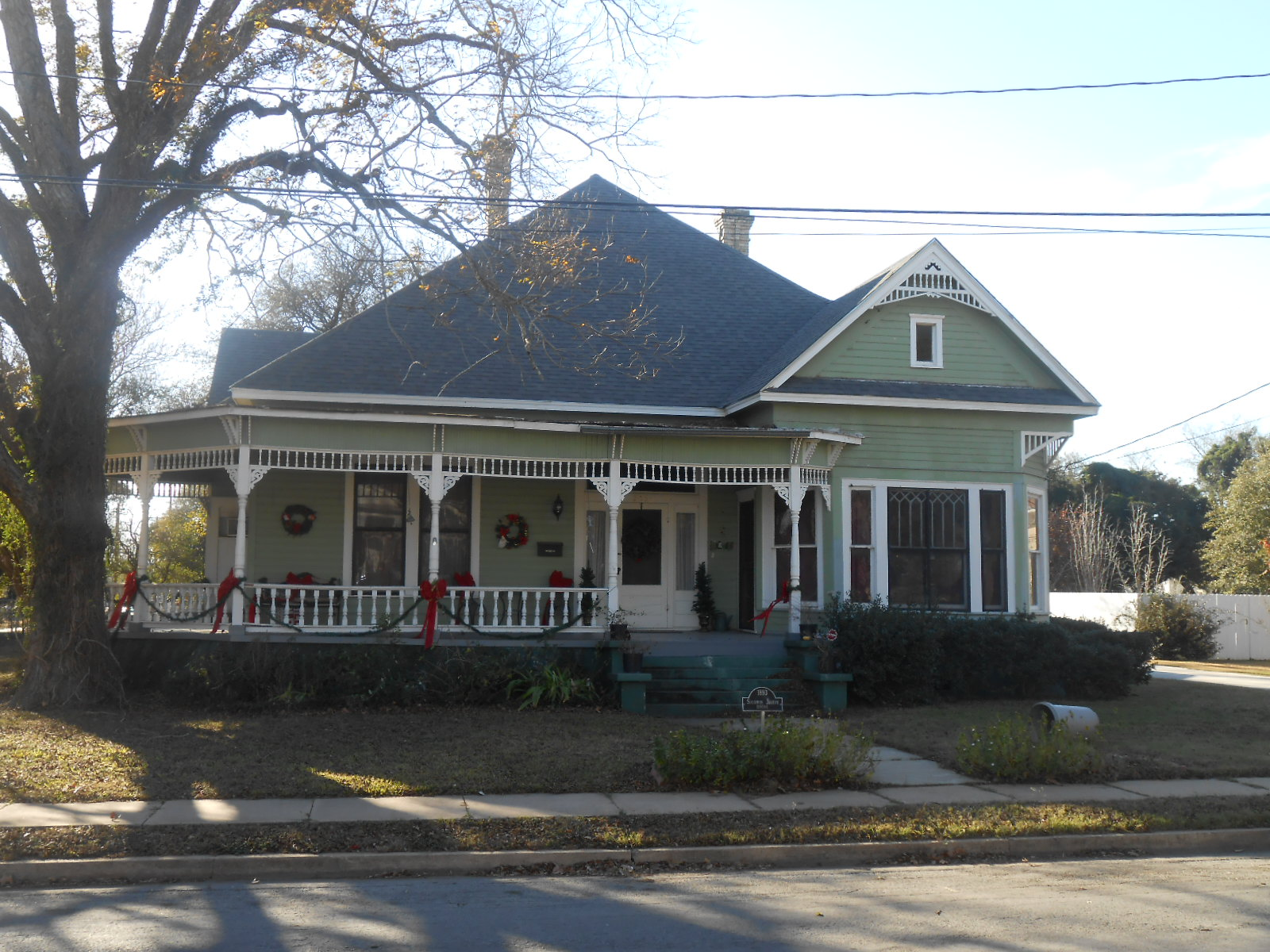
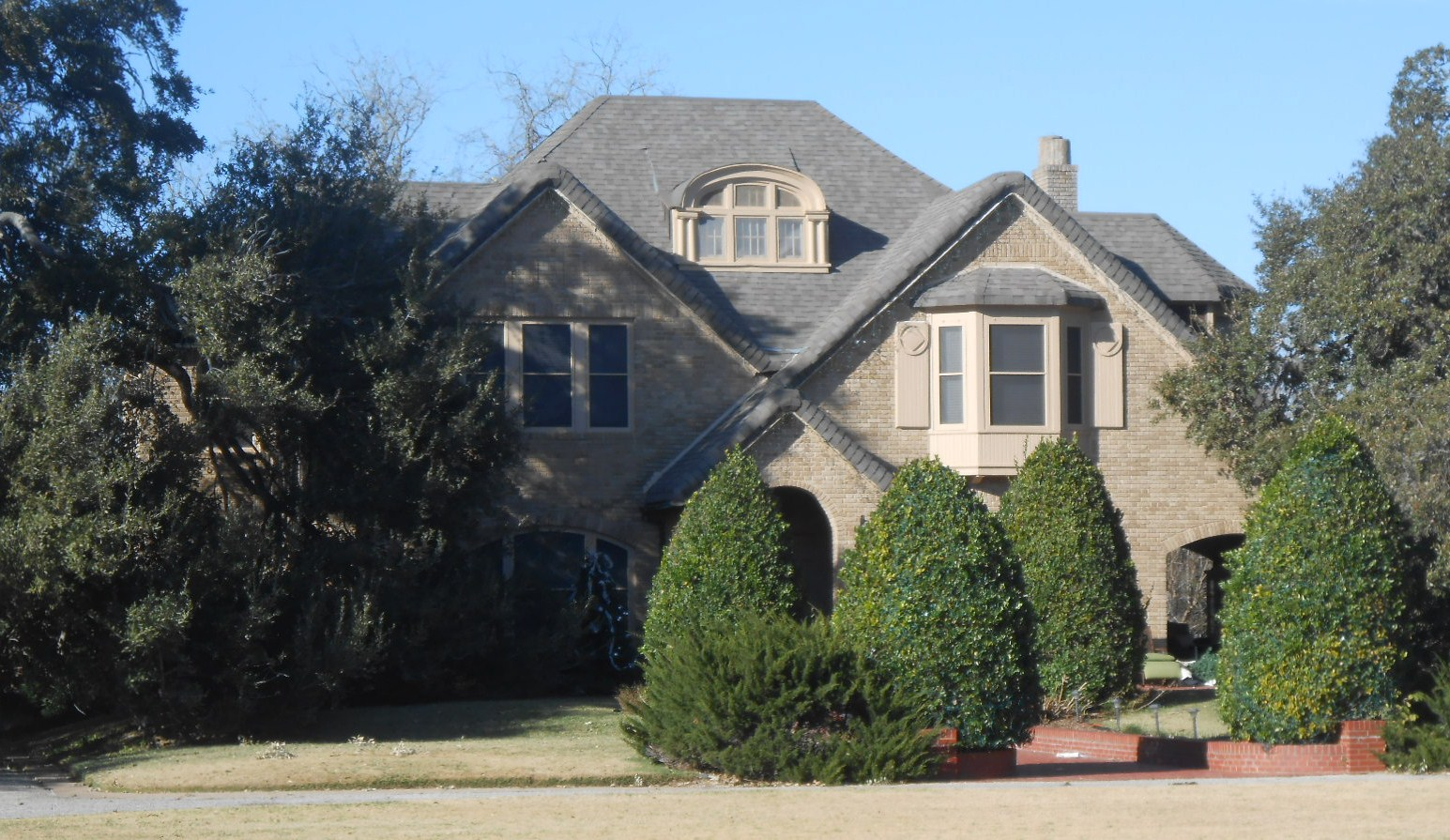
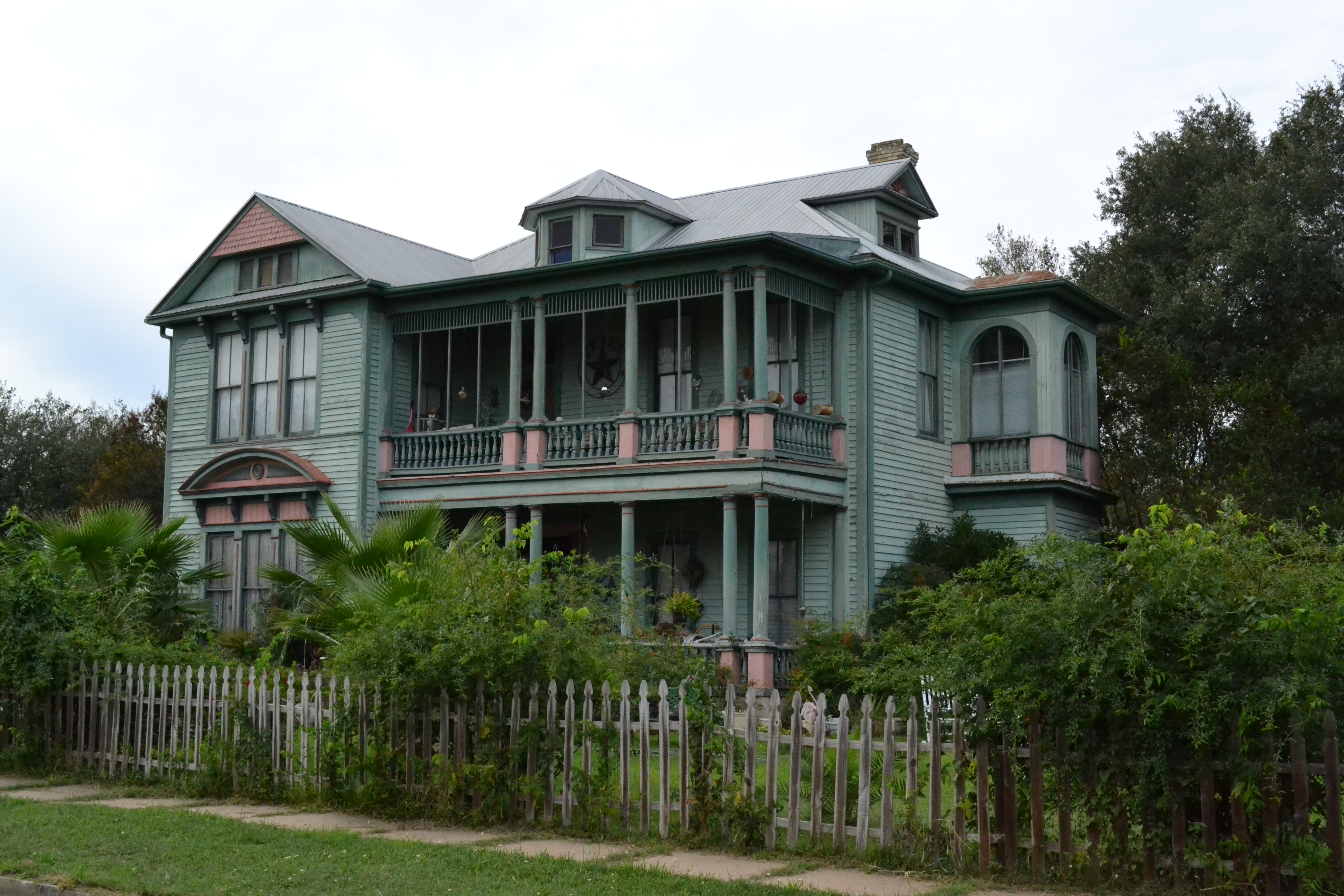